# Dävensö

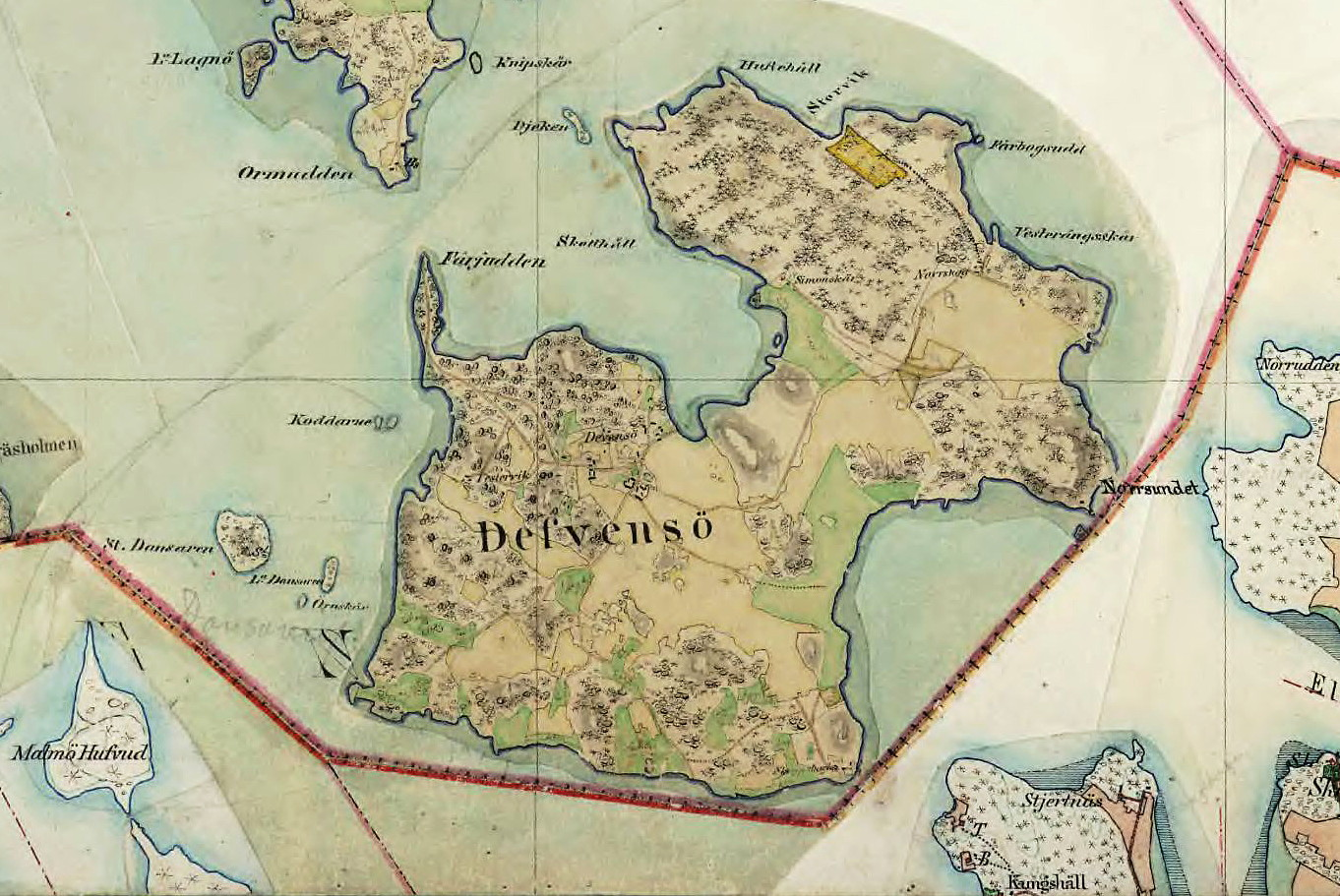
Dävensö Defvensö på Häradsekonomiska kartan, 1880-tal.

Dävensö, norra del sedd från Ådö säteri.

Dävensö eller Devensö är en ö i Mälaren (Östra Mälaren) i Låssa socken i Upplands-Bro kommun mellan Norra Björkfjärden och Brofjärden i Uppland i Stockholms län. Den har en yta på 3,92 kvadratkilometer. Ön saknar idag fast förbindelse med fastlandet.

## Historik
Dävensö omtalas första gången i ett dokument från början av 1200-talet, då 1/2 örtugsland på ön (Deffinsøø) tillhörde Fogdö kloster, men någon gång efter 1233 byttes 5 penningland bort till Filip (Aspenäsätten). 1289 testamenterade Agnes Matsdotter 1/2 örtugsland jord på Dävensö (Deffinsø) till predikarbröderna i Sigtuna. 1307 bytte Filip Ulfsson (Ulv) till sig gården på Dävensö mot jord i Sockarby, Sånga socken. Under senmedeltiden borde det ha funnits en sätesgård här; 1495, 1505 och 1507 möttes det svenska riksrådet i Dävensösund (Dæwensøswnd) och 1513 föreslog ärkebiskop Jakob Ulfsson för Sten Sture den yngre att ett riksrådsmöte skulle hållas på Dävensö. Under 1500-talet fanns fem frälsehemman på ön, vilka 1562 tillhörde Björn Pedersson (Bååt).
Öns fem frälsehemman hörde under 1700-talet till Ådö säteri, och senare till Säbyholm. Dessutom fanns en krog, ett tegelbruk och fem-sex torp på ön. På grund av svårigheter för öns barn att ta sig till skolan på Ådö inrättades 1920 en skola på Dävensö. Då bodde omkring 80 personer på ön. Därefter minskade dock antalet innevånare snabbt, redan 1936 drogs skolan in då det bara fanns tre skolbarn. Några fiskare bodde kvar och bedrev odling i mindre skala men 1981 upphörde fisket på ön.
Mellan Färjudden på Dävensö och Ormudden på Lagnö (med Ådö-Lagnö naturreservat) fanns tidigare en färjeförbindelse. Ön ägs sedan 2012 av fotbollsspelaren Zlatan Ibrahimović.